# مامي هوريكوشي
مامي هوريكوشي (باليابانية: 堀越真己) مواليد 09 يونيو 1960 في فوكوشيما، اليابان، هي ممثلة يابانية.

## الأعمال

### مسلسلات
- البؤساء (أنيمي) (الدور: أوكامي)

## وصلات خارجية
- مامي هوريكوشي على موقع IMDb (الإنجليزية)
- مامي هوريكوشي على موقع ANN person (الإنجليزية)